# Burg (b Magdeburg)
Burg (b Magdeburg) (niem: Bahnhof Burg (b Magdeburg)) – stacja kolejowa w Burg, w regionie aksonia-Anhalt, w Niemczech. Stacja została otwarta w 1846 roku na linii Berlin – Magdeburg. Budynek dworca jest uznany za zabytek kultury Saksonii-Anhalt.
Według klasyfikacji Deutsche Bahn ma kategorię 4.

## Położenie
Dworzec znajduje się w północno-zachodniej części miasta, ponad kilometr od centrum miasta. Graniczy z Bahnhofstrasse i Landstraße  nr 52.

## Linie kolejowe
- Berlin – Magdeburg

## Połączenia
| Linia | Trasa | Takt                                    |
| ----- | --- | --------------------------------------- |
| RE 1  | Magdeburg – Burg – Brandenburg – Potsdam – Berlin – Frankfurt (Oder) (– Eisenhüttenstadt – Guben – Cottbus) | 60 min                                  |
| RB 40 | (Genthin –) Burg – Magdeburg – Eilsleben – Helmstedt – Königslutter – Braunschweig                          | 60 min 120 min (Burg–Helmstedt/Sob–Nie) |